# Homer i Langley Collyer
Bracia Collyer, czyli Homer Lusk Collyer (ur. 6 listopada 1881 w Nowym Jorku, zm. 21 marca 1947 tamże) oraz Langley Wakeman Collyer (ur. 3 października 1885 w Nowym Jorku, zm. około 9 marca 1947 tamże) – amerykańscy bracia z Nowego Jorku, którzy (przede wszystkim Langley) są uważani za najsłynniejszych syllogomanów w historii. Przez dziesięciolecia bracia żyli razem w odosobnieniu w swoim mieszkaniu w nowojorskim Harlemie przy Piątej Alei 2078 (na rogu 128. Ulicy), gdzie obsesyjnie gromadzili książki, meble, instrumenty muzyczne i setki innych przedmiotów. Lokal wyposażony był w pułapki w korytarzach i przy drzwiach, tak aby zaskoczyć i unieszkodliwić ewentualnych intruzów. W marcu 1947 obaj zostali znalezieni martwi w swoim mieszkaniu, otoczeni ponad 140 tonami zebranych przedmiotów, które zgromadzili przez kilkadziesiąt lat patologicznego zbieractwa. Od lat 60. XX wieku, w miejscu ich domu, utworzono niewielki park, nazwany ich imieniem.

## Rodzina i edukacja
Bracia byli synami Hermana Livingstona Collyera (1857-1923), ginekologa z Manhattanu, który pracował w szpitalu Bellevue, oraz jego kuzynki Susie Gage Frost (1856-1929), która była śpiewaczką operową. Bracia twierdzili, że ich przodkowie przypłynęli do Ameryki z Anglii na Fortune, statku, który przybył do Massachusetts w rok po Mayflower w 1621. Matka Collyera wywodziła się z Livingstonów, nowojorskiej rodziny o XVIII-wiecznych korzeniach. W 1880 Susie urodziła swoje pierwsze dziecko, córkę, którą małżeństwo nazwało Susan. Zmarła ona w wieku czterech miesięcy. W następnym roku, 6 listopada, urodził się im pierwszy syn, Homer Lusk. W 1885 Susan urodziła drugiego syna, Langleya Wakemana. W czasie narodzin Langleya Herman Collyer przebywał w szpitalu Bellevue. Jako dziecko Homer uczęszczał do szkoły publicznej nr 69. W wieku 14 lat został przyjęty do College of the City of New York, zdobywając tytuł licencjata sześć lat później.
Zarówno Homer jak i Langley uczęszczali na Uniwersytet Columbia, który właśnie w tym czasie przeniósł się do obecnego kampusu Morningside Heights. Homer uzyskał dyplom z prawa morskiego, a Langley z chemii. Langley był także cenionym pianistą koncertowym. Grał profesjonalnie przez pewien czas i występował m.in. w Carnegie Hall. 
W 1909 dr Herman Collyer przeniósł rodzinę do czteropiętrowej kamienicy w Harlemie, przy Piątej Alei 2078. Ojciec braci znany był z ekscentryzmu, np. spływał kajakiem z nurtem East River do szpitala miejskiego na wyspie Blackwell's, gdzie od czasu do czasu pracował. Około 1919 Herman Collyer i Susie Collyer rozwiedli się. Doktor Collyer przeprowadził się do nowego domu przy 153 West 77th Street, a Susie Collyer została z synami w harlemskiej kamienicy. Homer i Langley, którzy nigdy się nie ożenili, postanowili pozostać z matką. Herman Collyer zmarł w 1923, pozostawiając synom wszystkie swoje rzeczy, w tym przedmioty z jego praktyki lekarskiej. Bracia przywieźli ten dobytek do domu w Harlemie. Susie Collyer zmarła w 1929, pozostawiając synom cały swój majątek wraz z kamienicą.

## Samodzielne życie
Po śmierci matki bracia Collyer kontynuowali wspólne zamieszkanie w Harlemie. Przez kolejne cztery lata prowadzili w miarę ustabilizowane życie towarzyskie i regularnie opuszczali dom. Homer nadal praktykował prawo, a Langley pracował jako dealer fortepianów. Obaj uczęszczali też do szkółki niedzielnej przy lokalnym Kościele Trójcy Świętej. 
W 1933 Homer stracił wzrok z powodu krwotoków w tylnej części oczu. Langley zrezygnował z pracy, by zaopiekować się swoim bratem i obaj zaczęli wycofywać się z życia społecznego. Wraz z upływem czasu bracia zaczęli odczuwać lęk z powodu zmian zachodzących w najbliższej okolicy. Obszar Harlemu, tradycyjnie zamieszkały przez klasę wyższą, zmienił się dramatycznie ze względu na ekonomiczne skutki Wielkiego kryzysu. Bracia czuli się  również nieswojo ze względu na zmiany rasowe, ponieważ dzielnicę zasiedlili w dużym stopniu Afroamerykanie, którzy zamieszkali w domach, jakie zostały zbudowane w pobliżu planowanej trasy metra. Kiedy później zapytano, dlaczego obaj zdecydowali się wyłączyć ze świata, Langley Collyer odpowiedział: Nie chcieliśmy, żeby nam przeszkadzano. 
Podczas gdy plotki o niekonwencjonalnym stylu życia braci rozprzestrzeniły się w Harlemie, ciekawscy zaczęli gromadzić się pod ich kamienicą. Po tym, jak nastolatkowie obrzucali kamieniami okna, bracia ostatecznie odgrodzili się od świata i na trwałe zamknęli drzwi. Po okolicy rozniosła się legenda miejska, że dom braci zawierał cenne przedmioty i duże sumy pieniędzy. Kilka osób usiłowało włamać się do domu. Próbując zapobiegać takim incydentom Langley wykorzystał swoje umiejętności inżynieryjne do budowy pułapek i tuneli wśród stert przedmiotów i śmieci, które wypełniły dom. Kamienica stała się z czasem labiryntem pudeł i skomplikowanych systemów tunelowych. Homer i Langley Collyer żyli w swoistych gniazdach stworzonych pośród śmieci pod sufitem. 
Langley spędził większość czasu na majsterkowaniu nad różnymi udogodnieniami, takimi jak urządzenie do odkurzania wnętrza fortepianów, czy generator elektryczności na bazie starego Forda T. Opiekował się również swoim bratem Homerem. Langley powiedział później reporterowi, że karmił i kąpał swojego brata, czytając mu klasyczną literaturę, ponieważ nie mógł on już widzieć i grać dla niego utworów fortepianowych. Zajmował się również zdrowiem Homera i był zdecydowany leczyć fizyczne dolegliwości swojego brata poprzez dietę i odpoczynek. Langley stworzył dla swojego brata specjalną dietę składającą się ze stu pomarańczy tygodniowo, czarnego chleba i masła orzechowego, twierdząc, że to zestawienie leczy ślepotę. Po tym, jak Homer został sparaliżowany z powodu reumatyzmu, odmówił skorzystania z profesjonalnego leczenia, ponieważ obaj bracia nie ufali lekarzom. Obawiali się, że gdyby Homer zwrócił się o pomoc lekarską, lekarze przecięliby jego nerw wzrokowy, pozostawiając go na zawsze ślepym, jak również dawaliby mu leki, które przyspieszyłyby jego śmierć. Langley Collyer powiedział później reporterowi: Musisz pamiętać, że jesteśmy synami lekarza, mamy bibliotekę medyczną z 15 000 książek w domu, zdecydowaliśmy, że nie wezwiemy żadnych lekarzy, bo wiedzieliśmy dużo o lecznictwie.
Langley wychodził z domu dopiero po północy i chodził po mieście, by zdobyć jedzenie, docierając nawet na odległy Williamsburg, czy Brooklyn. Wybierał też jedzenie ze śmietników i zbierał resztki wyrzucane przez rzeźników.
Na początku lat trzydziestych XX wieku kamienica braci Collyer popadła w ruinę. Ich telefon został odłączony w 1937 i nigdy nie był ponownie uruchomiony, ponieważ bracia mówili, że nie mają z kim rozmawiać. Ponieważ nie zapłacili rachunków, prąd, woda i gaz zostały również odcięte w 1938. Bracia ogrzewali dom przy użyciu tylko małej naftowej grzałki. Przez pewien czas Langley próbował wytwarzać energię elektryczną za pomocą silnika samochodowego Forda T. Pobierał wodę z pomp w pobliskich parkach. Ich jedyną łączność ze światem zewnętrznym stanowiło kryształkowe radio sporządzone przez Langleya.
Sąsiedzi i sklepikarze w okolicy opisywali Langleya Collyera jako człowieka ogólnie uprzejmego i racjonalnego, ale dodawali, że był szalony. Reporter, który przeprowadził wywiady z Langleyem w 1942 opisał go jako cichego, starszego dżentelmena, który lubi prywatność. Mówił niskim, uprzejmym i kulturalnym głosem. Włosy miał rozczochrane, nosił obwisłe wąsy, a jego poszarpane ubrania trzymały się na szpilkach. 
W odróżnieniu od brata, Homer nie był widywany ani słyszany odkąd oślepł i wycofał się ze świata w 1933. Langley nie dopuszczał do brata obcych. Odkupił od sąsiadów ich nieruchomość za 7500 dolarów, tylko dlatego, że zaglądali mu w okna. Kiedy w 1941 wybuchł w kamienicy niewielki pożar, Langley nie chciał pozwolić na rozmowę z bratem strażakom, którzy go gasili. 
Po nadejściu ślepoty Homera, Langley porzucił wszelkie plany inwestowania na rynku nieruchomości, które miał uprzednio. Ponieważ bracia nigdy nie zapłacili żadnego z rachunków i przestali płacić podatek dochodowy w 1931, nieruchomość zakupiona od sąsiadów została przejęta przez miasto Nowy Jork w 1943.

## Recepcja publiczna
W 1938, w The New York Times ukazała się historia o braciach. Publikator powtórzył informacje o syllogomanii braci, a także o tym, że bracia żyli w jakimś orientalnym splendorze i siedzieli na ogromnych stertach pieniędzy, bojąc się zdeponować je w banku. Żadna z tych plotek nie była prawdziwa. Po historii New York Timesa, Helen Worden, reporterka z New York World-Telegram, zainteresowała się braćmi i przeprowadziła wywiad z Langleyem Collyerem (wydała też książkę o braciach w 1954). Langley powiedział Worden, że po profesjonalnym występie w Carnegie Hall przestał grać na fortepianie, ponieważ Paderewski podążał za mną, a on dostał lepsze noty niż ja. Jaki był więc pożytek z grania?.
Bracia Collyer ponownie zaistnieli publicznie, gdy w 1939 robotnicy z Consolidated Edison wtargnęli do domu, aby usunąć dwa gazomierze, które zostały odcięte w 1928. Incydent przyciągnąć miał tłum tysiąca gapiów. Bracia ponownie zwrócili uwagę mediów w sierpniu 1942, kiedy Bank Oszczędnościowy Bowery groził ich eksmisją za brak spłaty kredytu hipotecznego przez trzy lata. W tym samym roku New York Herald Tribune opublikował wywiad z Langleyem. W odpowiedzi na zapytanie o pakiety gazet, które były przechowywane w domu, Langley odpowiedział: Oszczędzam gazety dla Homera, więc kiedy odzyska swój wzrok, może nadrobić zaległości. 
W listopadzie 1942 Bank Bowery Savings rozpoczął procedurę eksmisji braci i wysłał ekipę porządkową do kamienicy. Langley zaczął krzyczeć na robotników, zachęcając sąsiadów do wezwania policji. Kiedy policja usiłowała wtargnąć do domu, tłukąc drzwi frontowe, została zatrzymana przez ścianę śmieci ustawionych od podłogi do sufitu. Znaleziono Langleya w niszy, którą zrobił w środku sterty zgromadzonych przedmiotów. Bez komentarza Langley wystawił wtedy czek na 6700 dolarów, spłacając kredyt hipoteczny w całości w formie pojedynczej płatności. Następnie rozkazał wszystkim wyjść z domu, powrócił do izolacji i nocnego trybu pozyskiwania żywności.

## Śmierć Homera Collyera
21 marca 1947 anonimowa osoba, która przedstawiła się jako Charles Smith, zadzwoniła do 122. posterunku policji i zawiadomiła, że w domu jest martwe ciało. Dzwoniący twierdził, że zapach rozkładu pochodzi z domu Collyerów. Ponieważ policja była przyzwyczajona do różnorakich donosów sąsiadów na braci wysłano patrol. Policjant początkowo miał trudności z dostaniem się do domu. Nie było dzwonka ani telefonu, a drzwi były zamknięte i chociaż okna piwnic były zepsute, to ochraniały je żelazne kraty. Wezwanych siedmiu ludzi w końcu zaczęło wyciągać śmieci, które blokowały drogę i wyrzucać je na ulicę poniżej. Foyer było wypełnione starymi gazetami, składanymi łóżkami i krzesłami, pudełkami, częściami prasy do wina i wieloma innymi przedmiotami. W końcu przez okno dostano się do sypialni na drugim piętrze. Za tym oknem leżało mnóstwo pudeł i paczek z gazetami, puste kartonowe pudełka przymocowane do liny, rama powozu dziecięcego, grabie i stare połączone ze sobą parasole. Po pięciu godzinach kopania, ciało Homera Collyera znaleziono w rodzaju łoża otoczonego wypełnionymi pudełkami i gazetami ułożonymi do sufitu. Homer miał na sobie postrzępiony niebiesko-biały szlafrok, jego zmierzwione, siwe włosy sięgały mu do ramion, a głowa spoczywała na kolanach. 
Lekarz orzecznik potwierdził tożsamość Homera i stwierdził, że nie żyje on od około dziesięciu godzin. Według lekarza sądowego, Homer zmarł z głodu i chorób serca. Policja początkowo podejrzewała, że Langley Collyer był człowiekiem, który zadzwonił z anonimowym telefonem dotyczącym śmierci swojego brata i przypuszczała, że uciekł z domu przed przybyciem policji. Później okazało się, że to sąsiad wezwał policję w oparciu o pogłoskę, którą usłyszał. Funkcjonariusz policji został wysłany przed dom, aby czekać na Langleya, ale ten nigdy nie przybył. Policja zaczęła podejrzewać, że Langley nie żyje, gdy nie pojawił się na pogrzebie Homera, który miał miejsce 1 kwietnia 1947.

## Odkrycie Langleya Collyera
Po odkryciu ciała Homera Collyera zaczęły krążyć plotki, że Langley był widziany na pokładzie autobusu zmierzającego do Atlantic City. Obława na brzegu New Jersey nie przyniosła jednak żadnych rezultatów. Raporty z obserwacji doprowadziły policję do dziewięciu różnych stanów. Funkcjonariusze kontynuowali poszukiwania w domu, usuwając m.in. trzy tysiące książek, szczękę konia, fortepian Steinway & Sons, maszynę rentgenowską i ogromne pakiety gazet. Ponad 19 ton śmieci zostało usuniętych z parteru kamienicy. Policja kontynuowała usuwanie zapasów braci przez kolejny tydzień, likwidując kolejne 84 tony śmieci z domu. Mimo że znaczna część śmieci pochodziła z praktyki medycznej ich ojca, dużą część stanowiły przedmioty wyrzucone przez Langleya na przestrzeni lat. Około 2000 osób przebywało przed domem i obserwowało wysiłki związane z czyszczeniem. 
8 kwietnia 1947 robotnik porządkujący obiekt znalazł ciało Langleya Collyera dziesięć stóp od miejsca, w którym znaleziono ciało Homera. Langleya znaleziono w tunelu o szerokości dwóch stóp (60 cm) wyłożonym zardzewiałymi sprężynami i komodą. Jego rozkładające się ciało, które było faktycznym źródłem przykrego zapachu opisanego przez anonimowego telefonującego, zostało częściowo zjedzone przez szczury i było przykryte walizką, wiązkami gazet i trzema metalowymi skrzyniami na chleb. Lekarz orzecznik stwierdził, że Langley zmarł około 9 marca 1947. Policja ustaliła później, że Langley czołgał się przez tunel z jedzeniem dla brata, gdy przypadkowo potknął się o pułapkę, którą sam stworzył i został zmiażdżony przez stertę przedmiotów. Jako przyczynę śmierci wskazano uduszenie.
Obaj bracia zostali pochowani obok rodziców w nieoznaczonych grobach na Cypress Hills Cemetery w Brooklynie.

## Zawartość kamienicy

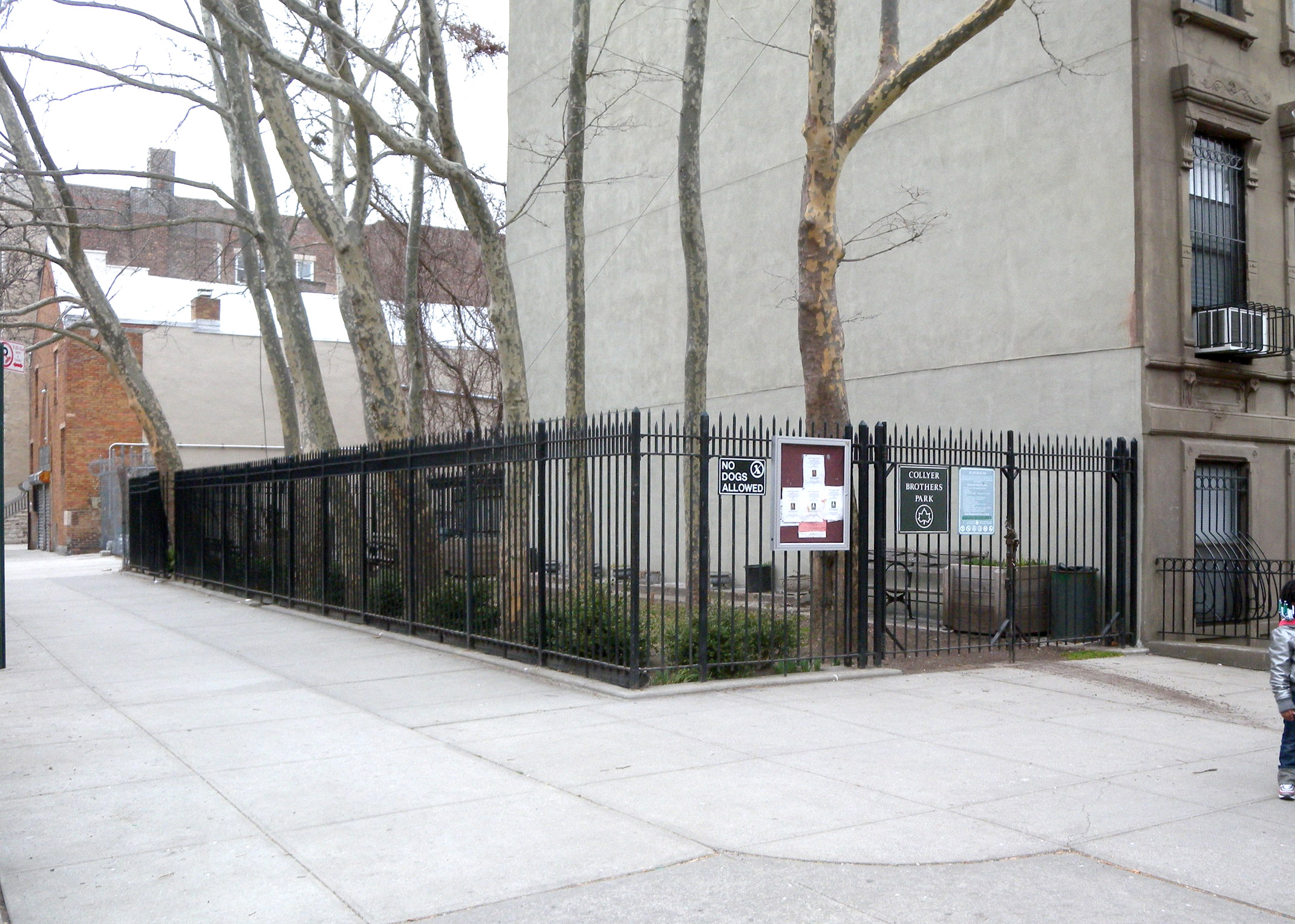
Park w miejscu kamienicy Collyerów

Policja i robotnicy usunęli z kamienicy Collyerów około 120 ton śmieci i przedmiotów. Z domu wyniesiono m.in. takie artefakty jak wózki dziecięce i lalkowe, zardzewiałe rowery, stare jedzenie, narzędzia kuchenne, kolekcję pistoletów, szklane żyrandole, kule do gry w kręgle, sprzęt fotograficzny, manekiny, malowane portrety, kolekcję zdjęć dziewcząt typu pin-up z początku XX wieku, gipsowe popiersia, skrzynie po matce, zardzewiałe sprężyny od łóżek, piec naftowy, krzesełka dziecięce, ponad 25 000 książek (w tym tysiące o medycynie, inżynierii i prawie), spreparowane ludzkie narządy w słoikach, podwozie starego Forda T, gobeliny, setki metrów niewykorzystanych tkanin jedwabnych i innych, zegary, czternaście fortepianów, klawikord, dwie sztuki organów muzycznych, banjo, skrzypce, trąbki, akordeony, gramofony i płyty, ogromne ilości gazet i czasopism, niektóre z nich sprzed dziesiątków lat, tysiące butelek i puszek, a także zwykłe śmieci. W domu żyło też osiem kotów. W pobliżu miejsca, gdzie zmarł Homer, policja znalazła także 34 książeczki oszczędnościowe na sumę 3.007 ówczesnych dolarów (około 37.736 dolarów na rok 2018). 
Niektóre z bardziej nietypowych przedmiotów znalezionych w domu były eksponowane w Hubert's Dime Museum. Centralnym punktem tego pokazu było krzesło, na którym znaleziono Homera. Fotel Collyera przeszedł w ręce prywatnych kolekcjonerów po usunięciu z publicznej wystawy w 1956. Sam dom bez konserwacji popadał w ruinę. Dach przeciekał, a niektóre ściany zapadały się, w związku z czym woda penetrowała całą konstrukcję. Kamienica uznana za niebezpieczną i zagrażającą pożarem w 1947 została zrównana z ziemią.
Większość przedmiotów znalezionych w domu braci Collyerów uznano za bezwartościowe i usunięto. Wartościowsze obiekty sprzedano na aukcji za mniej niż 2000 dolarów. Łączna wartość majątku braci Collyer została wyceniona na 91 000 dolarów (równowartość 1 142 000 dolarów w roku 2017), z czego 20 000 dolarów to własność osobista braci (biżuteria, gotówka, papiery wartościowe i podobne). Pięćdziesiąt sześć osób, w większości bliższych i dalszych krewnych, zgłosiło roszczenia do spadku po braciach. Kobieta z Pittsburgha o nazwisku Ella Davis twierdziła, że jest zaginioną siostrą Collyerów. Żądanie Davis zostało oddalone po tym, jak nie dostarczyła ona aktu urodzenia potwierdzającego jej tożsamość. W październiku 1952 sąd hrabstwa Nowy Jork zdecydował, by 23 skarżących rozdzieliło majątek na równe części.

## Kultura popularna
Rezydencja Collyera (także Collyer Mansion lub Collyer) jest współczesnym, amerykańskim, strażackim terminem oznaczającym mieszkanie, w którym ktoś gromadzi przedmioty i śmieci, stając się poważnym zagrożeniem dla mieszkańców i służb ratowniczych.
Historia braci Collyer została po raz pierwszy bezpośrednio sfabularyzowana przez pisarza Marcię Davenporta w powieści My Brother's Keeper (Scribners, 1954). W 1973 odcinek serialu The Streets of San Francisco zatytułowany "Dom na Hyde Street" został zainspirowany przez braci Collyerów. Film Unstrung Heroes z 1995 zawiera postaci dwóch wujów, których styl życia i mieszkanie są bezpośrednim hołdem złożonym braciom Collyer. Film został oparty na wspomnieniach z 1991 Franza Lidza, który w 2003 opublikował książkę Ghosty Men: The Strange but True Story of the Collyer Brothers. Opisuje on również równoległe życie Artura Lidza, który dorastał w pobliżu rezydencji Collyerów i był w swych zachowaniach inspirowany przez braci. 
We wrześniu 2009 Random House opublikował utwór gatunku fikcji historycznej autorstwa E. L. Doctorowa zatytułowany Homer & Langley, gdzie autor spekulował na temat życia wewnętrznego braci. Swobodna powieść przedłuża życie Collyerów do późnych lat siedemdziesiątych XX wieku i zmienia kolejność ich narodzin. 
Bracia byli również inspiracją dla dramatu Richarda Greenberga The Dazzle, który zebrał w Londynie bardzo dobre recenzje w sezonie zimowym 2015-2016. Bracia byli ponadto inspiracją innych powieści, filmów i seriali.